# Charles Joseph Antoine Emmanuel Lamoral Ghislain, prince de Ligne
Pour les articles homonymes, voir Prince de Ligne.
Charles Joseph Emmanuel François de Paule Antoine Ghislain Claude Lamoral de Ligne, né le 25 novembre 1759 à Bruxelles et mort le 14 septembre 1792 à La Croix-aux-Bois, est un prince du Saint-Empire et officier de l'armée d'Autriche. 

## Biographie
Il est le fils aîné du maréchal de Ligne et de Françoise de Liechtenstein. Après des études à l'école d'artillerie de Strasbourg, il part pour Vienne, où il devient lieutenant dans le corps du génie autrichien.
Son père ayant pris une centaine de souscriptions pour financer le projet, il est admis à bord du ballon Le Flesselles. Cette montgolfière des frères Montgolfier effectue à Lyon, le 19 janvier 1784, le troisième vol habité de l'histoire de l'aviation. Après quinze minutes de vol, le ballon se déchire et s'écrase sans gravité. La même année, il participe à une nouvelle expérience à Mons.

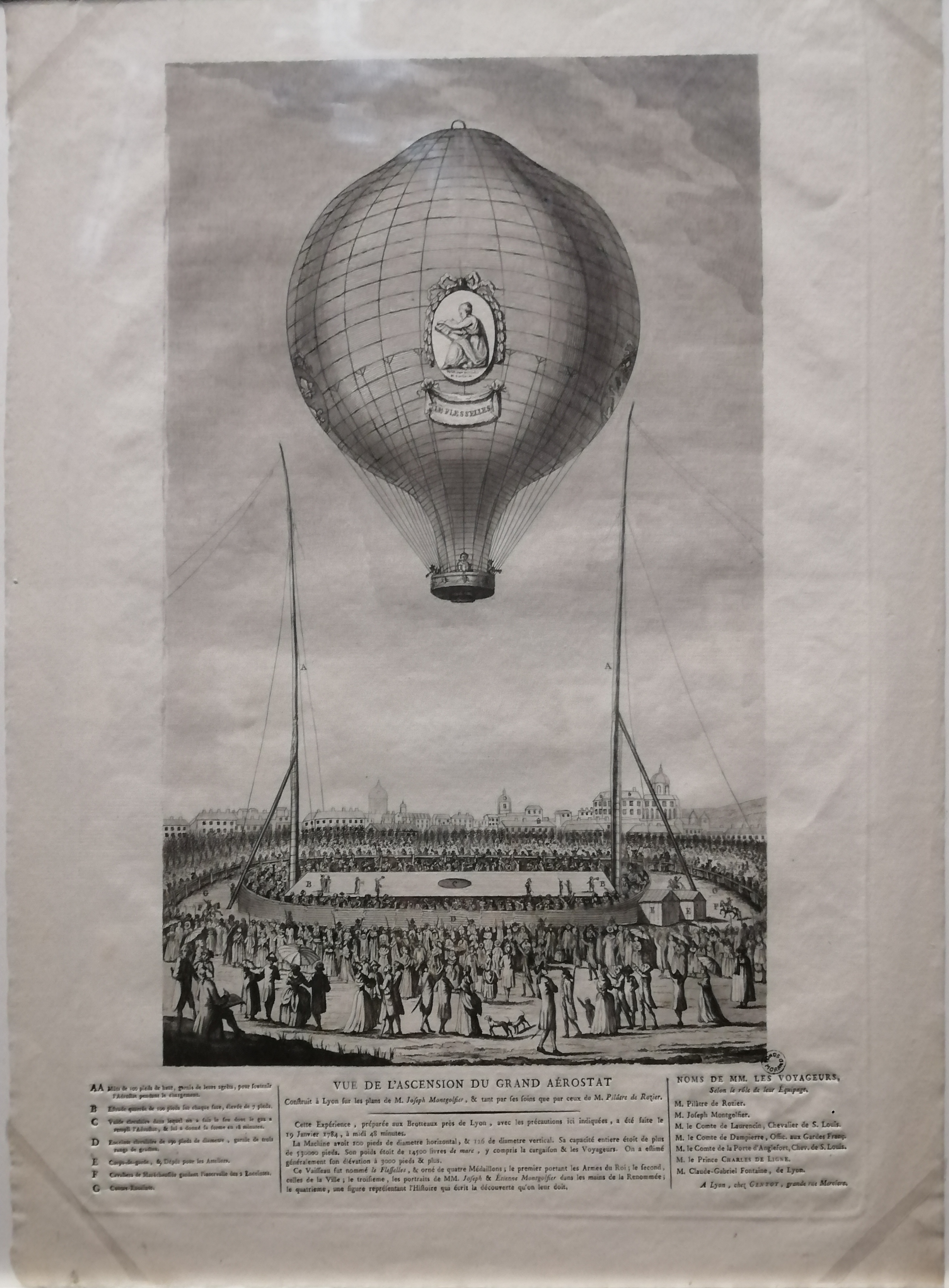
Ascension du ballon Le Flesselles, le 19 janvier 1784, à Lyon

Avant la Guerre russo-turque de 1787-1792, il s'engage comme aide de camp dans l'Infanterie-Ligne, afin de pouvoir combattre aux côtés de son père. À cette époque, son frère Louis de Ligne sert sous les armes en France, sans que cela ne provoque de tension. Charles réussit à prendre la ville fortifiée serbe de Šabac avec ses travaux d'ingénierie, en 1788, sous les yeux de l'empereur Joseph II, qui le distingue sur le champ de bataille et le promeut lieutenant-colonel. Il combat ensuite au premier rang à Belgrade. Après le retrait des Autrichiens, la prise d'Izmaïl lui vaut une lettre de remerciements et une grande distinction de la part de la tsarine Catherine la Grande. Son père commémore alors ses faits d'armes en faisant ériger un obélisque de marbre blanc de quinze mètres de haut dans le jardin à l'anglaise de son château de Belœil. Un monument similaire est également construit à Fort Josefov près de Jaroměř.
Par la suite, Charles de Ligne participe à la Guerre de la Première Coalition contre l'armée républicaine du général Dumouriez. Il se montre à nouveau particulièrement entreprenant à Condé-sur-l'Escaut, Maubeuge et Orchies, mais doit ensuite déclarer forfait. 
En 1792, il est tué au combat lors d'une action offensive à La Croix-aux-Bois contre les troupes de Chazot avec quarante hussards. Un coup de mitraille d'un canon l'atteint en pleine tête et lui emporte la main droite. Cette mort est mentionnée par Jules Verne dans le chapitre XXI de son roman Le Chemin de France. Son père, qui apprend la nouvelle plus d'une semaine après par le maréchal Lacy, sombre dans une dépression, qu'il partage avec Giacomo Casanova.
Dans son dernier testament, Charles accorde une attention particulière à son groupe d'amis viennois, les Indissolubles, qui comprend le prince Józef Poniatowski et d'autres aristocrates. Il accorde un legs à chaque membre et il fait ériger à Belœil un temple de l'amitié, dans lequel son buste est entouré par les portraits des Inséparables.

## Distinctions
Il était chevalier de l'Ordre militaire de Marie-Thérèse (1788) et commandeur de l’Ordre impérial et militaire de Saint-Georges (1789).

## Famille
Il épouse le 29 juillet 1779 à l'Abbaye-aux-Bois (Paris), Helena Apolonia Massalska. Le couple a un enfant, Sidonie (10 décembre 1786-14 mai 1828) qui épouse le 8 septembre 1807 à Teplitz Franciszek Potocki (1788-1853) (pl). D'une relation adultère avec « Mademoiselle Fleury » (Marie-Anne-Florence Bernardy-Nones), il est le père d'une fille qui est légitimée en 1810.  Fanny-Christine épouse le 6 octobre 1811  Maurice O'Donell von Tyrconell (en).

## Arts
Selon son testament, sa collection d'art est vendue en faveur de sa fille illégitime Christine et de son fils adoptif Norokos, un garçon turc d'Izmajil. Outre plusieurs vases et objets chinois, il s'agit principalement de 14 000 dessins et estampes. L'acheteur est Albert de Saxe-Teschen. La collection se trouve à l'Albertina à Vienne.
Par ailleurs, Charles de Ligne laisse de sa propre main trente-six eaux-fortes.